# حصن باصم (دوعن)
'

تعديل مصدري - تعديل

حصن باصم هي إحدى قرى عزلة صيف بمديرية دوعن التابعة لمحافظة حضرموت، بلغ تعداد سكانها 429 نسمة حسب تعداد اليمن لعام 2004.